# Macronema immaculatum
Macronema immaculatum är en nattsländeart som beskrevs av Martin E. Mosely 1934. Macronema immaculatum ingår i släktet Macronema och familjen ryssjenattsländor. Inga underarter finns listade i Catalogue of Life.